# Европска ноћ слепих мишева
Европска ноћ слепих мишева (енгл. European Bat Night) је годишњи догађај за подизање свести јавности о угроженој популацији слепих мишева у Европи.

## Историјат
Прве Европске ноћи слепих мишева су организоване 1990-их у Пољској и Француској. Од 1997. године се организује под окриљем Споразума о очувању популација европских слепих мишева. Данас се одржава у неколико градова и региона у више од тридесет земаља широм Европе. Традиционално последњег викенда августа, али коначан избор датума је препуштен организаторима. Домаћини су обично локалне организације за заштиту природе, а догађај окупља велики број еколошки заинтересованих људи, породица и деце. У зависности од локалних сарадника, одржавају се изложбе, презентације, радионице за изградњу кућица слепих мишева и ноћне шетње.
Циљ догађаја је очување слепих мишева што захтева публицитет и сарадњу приватних лица, јер се слепи мишеви често размножавају и хибернирају у кућама, црквама и другим објектима које људи користе. Европска ноћ слепих мишева има за циљ и да разбије баријере између људи и слепих мишева преношењем информација о начину на који слепи мишеви живе и њиховим потребама.